# Menhir de la Pierre Attelée
Le menhir de la Pierre Attelée est un menhir situé à Saint-Brevin-les-Pins, dans le département de la Loire-Atlantique.

## Historique
Le menhir est classé comme monument historique depuis 1978.

## Description
Le menhir est en grès quartzeux. Il mesure 2,790 m de hauteur, pour une largeur de 1,40 m et une épaisseur de 1 m. Il serait selon Pitre de Lisle très « profondément enfoui dans le sol ». Il fut momentanément christianisé par l'ajout sur son sommet d'un petit socle maçonné supportant une croix.

## Folklore
Au printemps, une tradition voulait que le sommet du menhir soit décoré de guirlandes de fleurs. Cette tradition a inspiré le poème Le menhir de Joseph Rousse.